# سردار ميرزاييف
سردار ميرزاييف (21 مارس 1991 بفرغانة في أوزبكستان - ) هو لاعب كرة قدم أوزبكستاني في مركز الوسط. شارك مع منتخب أوزبكستان تحت 20 سنة لكرة القدم ومنتخب أوزبكستان لكرة القدم. أما مع النوادي، فقد لعب مع نادي لوكوموتيف طشقند ونادي نيفتشي فرغانة.

## وصلات خارجية
- سردار ميرزاييف على موقع قاعدة بيانات كرة القدم.إي يو (الإنجليزية)
- سردار ميرزاييف على موقع ناشيونال فوتبول تيمز (الإنجليزية)
- سردار ميرزاييف على موقع Soccerway.com (الإنجليزية)
- سردار ميرزاييف على موقع عالم كرة القدم.نت (الإنجليزية)